# Jo Moriyama
Jo Moriyama（森山丈1978年 ）はベルギー出身の写真家・表情研究家。
安室奈美恵や榮倉奈々、サラジェシカ・パーカー、トム・ハンクスなど多数の芸能人を撮影したことなどで知られる写真家。ファッション、広告などの撮影を中心に日本・ヨーロッパを拠点に活躍。
20年以上エニアグラムをベースに心理学を学ぶ。相手を深く理解し、その人魅力を最大限に引き出す自然な表情を切り取ることで定評がある。
フランス語、日本語、英語、ヒンディー語を操る。

## 来歴
1978年 ベルギー・ブリュッセルに生まれる。父は日本人、母はハンガリー人のハーフ。幼少期をベルギーとスイスで過ごし、多国籍の環境の中で国際感覚を養った。
14歳で日本に移住。鎌倉で思春期を過ごす。
学生時代、世界中を旅して撮った写真を見た友人の勧めで写真の道を志す。
2003年に独立。東京、パリ、香港と拠点を移しながら、ファッション誌や広告を中心に活動。
2017年 スペインに移住。ヨーロッパを拠点にファッション誌の撮影などを行う。日本全国で表情セミナーも開催している。

## 主な実績
雑誌
ELLE international, Vogue international, Herper's bazaar international, Sony music, Avex, Grazia, sweet
広告
CHANEL、DIOR、ELIE SAAB、ETRO、Salvatore Ferragamo、GUCCI、Miki MIALY、PRADA、VALENTINO、VERSACE、YVES SAINT-LAURENT、
Figaro Paris、United colors of benetton、
adidas、NIKE、VANS
ポートレート撮影実績
サラ・ジェシカ・パーカー、トムハンクス、シャキーラ、
ミランダ・カー、レア・セドゥ、ファレル・ウィリアムズ、
シアラ・プリンセス・ハリス、イ・ビョンホン、東方神起、
超新星、
安室奈美恵、石原さとみ、桐谷美玲、新垣結衣、有村架純、
水原希子、武井咲、広末涼子、紗栄子、榮倉奈々、ローラ、
山田優、蛯原友里、佐々木希、北川景子、土屋アンナ、
竹野内豊、山下智久、松坂桃李、三浦春馬、菅田将暉、
渡辺謙、内田篤人、綾野剛、福士蒼汰、大野智、安藤政信、
江口洋介、伊勢谷友介、片岡愛之助、w-inds.、甲本ヒロト、
香取慎吾、ジュンコシマダ、吉川ひなの、山本美月、
永作博美、鈴木えみ、木村カエラ、鈴木亜美、倖田來未、
中島美嘉、青山テルマ、JUJU、川島なお美、Sowelu、AI、
観月ありさ、前田敦子、大島優子、柏木由紀、益若つばさ、
リリーフランキー、秋元康、小池徹平、ウエンツ瑛士、
DJ OZMA、磯山さやか、佐藤かよ、黒田エイミ、Hidenori